# Burkhard Weber (Journalist)
Burkhard Weber (* 5. Juni 1956 in Dortmund; † 25. Januar 2020 in Hamburg) war ein deutscher Sportmoderator.

## Leben
Weber begann seine journalistische Laufbahn als Volontär in Luxemburg bei RTL. Später wurde er stellvertretender Sportchef. Ab Mai 1992 übernahm er dann die Leitung dieses Ressorts. Als Moderator präsentierte er unter anderem die Sendung Anpfiff bzw. Anpfiff extra. Weitere Stationen in seiner beruflichen Laufbahn führten ihn dann als Geschäftsführer zur Probono Fernsehproduktion GmbH und der LYNX and friends GmbH. Seit 6. Juni 2011 war er Sportchef des Bezahl-Fernsehsenders Sky Deutschland. Im Juni 2019 wurde Weber Berater von Universum Box-Promotion.
Weber verstarb am 25. Januar 2020 nach schwerer Krankheit mit 63 Jahren in Hamburg.